# 大连广播电视台
大连广播电视台是中国辽宁省大连市的广播电视播出机构，创立于2010年10月15日，是中共大连市委直属的事业单位，由大连人民广播电台、大连电视台以及原广电局所属的14家企事业单位整合而成。2018年8月31日连同大连报业集团、大连京剧院等共同并入大连新闻传媒集团，但仍保留“大连广播电视台”的播出呼号。

## 频道列表

### 电视服务
大连广播电视台的电视服务源于1970年8月成立的大连电视台，当时的名称为旅大电视台，1971年5月1日试播成功，1974年5月1日正式开播，1981年5月完成全面彩色化，2001年8月建成数字化播控中心。目前全天共播出85小时节目，其中自制节目近10小时；无线节目覆盖13000平方公里、1000多万人口。前期设备已全部实现数字化，后期制作设备数字化程度亦达90%。拥有10+2讯道、8+2讯道高清数字转播车、卫星上行转播车和新闻移动微波车各一台，以及BETACAM和数字摄录设备等。现已与8个国家和地区的24家电视机构建立了友好关系。曾经多次获得全国“五个一工程奖”、全国电视剧“飞天奖”、中国电视“金鹰奖”、“亚广联”奖、全国播音主持“金话筒”奖等奖项。大连电视台原址位于绿山山巅， 2000年初迁到新建的大连广播电视中心，地址是沙河口区民权街162号。
| 頻道名稱     | 语言   | 广播格式                   | 啟播時間                                            | 频道前身                                             | 備註 | 備註 |
| 新闻综合频道 | 普通話 | SD: PAL 576i 4:3 HD：1080i | 标清版：1974年5月1日 高标清数模同播：2012年12月20日 | 大连电视台一套 大连电视台新闻频道                    | 号称“大连最具综合影响力、电视观众最满意频道”，1999年改为现名。2007年7月入选“全国地面频道八强频道”，同年11月获“全国新闻工作先进集体”荣誉称号，是大连新闻媒体首次获此殊荣。《大连新闻》是大连地区最具权威性、影响力、荣誉性的新闻栏目，多年稳居大连地区收视冠军榜；《警方传真》开播于1997年，由大连市公安局影视中心拍摄制作；《大连东瀛风》开播于2004年5月23日，是中国城市电视台中第一个日语电视新闻杂志栏目，至今已播出500余期。 |      |
| 生活频道     | 普通話 | SD: PAL 576i 4:3           | 1999年5月18日                                       | 大连电视台二套 大连电视台经济生活频道                | 品牌栏目有《大连好生活》、《民生大连》、《小螺号》。 |      |
| 文体频道     | 普通話 | SD: PAL 576i 4:3           | 2005年8月                                           | 大连教育电视台 大连电视台体育频道 大连电视台足球频道 | 以体育、文化类节目为主，代表栏目《步步为赢》。 |      |
| 乐天购物频道 | 普通話 | SD: PAL 576i 4:3           | 2008年9月18日                                       | 大连电视台图文信息频道（大连49频道圣佳购物）         | 2011年4月29日改为现名，全天24小时播出。 |      |
| 移动电视频道 | 普通話 | SD: PAL 576i 16:9          | 2006年1月22日                                       |                                                      | 开播之初在408、409路上播出，随后逐渐推广至其他线路。大连移动数字电视播出时间为每天6点30分至晚上10点，最初播出的节目以加工和包装大连电视台节目和中央电视台1-6频道的节目为主，后来逐渐独立运营，并涌现了诸如《拉大剧场》在内的一批品牌节目。每晚19:00和19:35会同步转播《新闻联播》和《大连新闻》。 |      |

#### 停播频道
- 大连广播电视台公共频道：以法制类栏目为主，主打涉案剧、社会伦理剧，辅以社会服务类、卫生健康类栏目。品牌栏目《法治新天地》、《情动心动》。2022年1月1日起终止广播[7]，部分重点节目整合至生活频道继续播出。
- 大连广播电视台财经频道：代表栏目《大连经济报道》、《大连财经观察》、《财经大视野》。2022年1月1日起终止广播[7]，部分重点节目整合至生活频道继续播出。
- 大连广播电视台综合影视频道：大连本地的一套电视剧专业频道，2023年10月30日起终止广播。
- 大连广播电视台少儿频道：2023年10月30日起终止广播，代表节目《小螺号》调整至生活频道播出。

### 广播服务

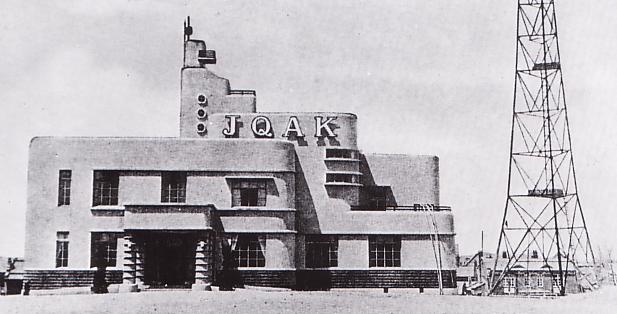
满洲电信电话大连放送局旧址，现为大连电台经营管理中心，2021年被列入大连市文物保护单位名单。其呼号“JQAK”战后被大连人戏称为“勾圈尖凯”

1945年8月24日，驻大连苏军接收了原日占时期的大连中央放送局。当年12月16日，中共大连市委以大连市政府的名义接管了大连中央放送局（呼号JQAK）。1946年1月16日，大连广播电台在原大连中央放送局的基础上成立，呼号XGTR。之后使用过“关东广播电台”“大连新华广播电台”“大连人民广播电台”“旅大人民广播电台”等名称，1981年2月9日，经国务院批准，“旅大”改为“大连”，电台名称随之改为大连人民广播电台，是大连的第一个广播电台。
| 頻道名稱     | 语言   | 频道频率                                                                                       | 啟播時間      | 频道前身                                                                                          | 備註 |
| 新闻综合广播 | 普通話 | AM882 FM103.3（大连市区、旅顺以及金州部分地区） FM95.3（金州、普兰店等地区） FM101.5（庄河市） | 1946年1月16日 | 旅大人民广播电台 大连人民广播电台 大连电台新闻广播                                                | 以新闻、民生节目为主的专业频率。品牌节目《大连全新闻》 曾使用FM100.8播出，2010年元旦，该频率与交通广播对调，使用FM103.3至今。                                                                     |
| 老友之声     | 普通話 | AM1152 FM93.1                                                                                  | 2003年3月16日 | 大连电台财经广播                                                                                  | 曾使用FM99.1播出，2010年元旦，该频率与都市广播对调，使用FM93.1至今，同时启用中波频率AM1152。经上级主管部门批准，自2023年4月3日起，大连财经广播调整为FM93.1老友之声广播。                          |
| 体育广播     | 普通話 | FM105.7                                                                                        |               | 大连电台文艺广播                                                                                  | 东北地区唯一专业体育广播。品牌节目有《体坛龙虎榜》、《肖姑娘说体坛》等。 |
| 交通广播     | 普通話 | FM100.8                                                                                        | 2001年3月6日  |                                                                                                   | 开播初期使用FM90.2播出，后改为FM103.3。2010年元旦，该频率与新闻广播对调，使用FM100.8至今。 |
| 少儿广播     | 普通話 | FM106.7                                                                                        |               |                                                                                                   | 总局备案名称为“少儿广播”，实质以流行音乐为主。此外该频率同时使用“大连电台少儿•音乐广播”或“大连电台音乐广播”作为宣传名称。                                                                         |
| 都市之声     | 普通話 | FM99.1                                                                                         |               | 大连经济广播电台 大连电台都市娱乐广播 大连电台都市广播 大连电台汽车生活广播 大连电台都市•汽车广播 | 以都市生活服务、文艺、娱乐节目为主的专业频率。品牌节目有《阿贵有仙妻》《下班路上的高小姐》等。 曾使用FM93.1、AM1152播出，2010年元旦，该频率与财经广播对调，使用FM99.1至今，原中波AM1152不再使用。 |

#### 停播频率
- 大连人民广播电台国际频道：频率曾为FM89.1、AM1575，实则为大连人民广播电台与中国国际广播电台轻松调频（Eazy FM）的合作频率，除整点前插播大连制作的广告之外，全天转播轻松调频的所有节目。于2008年正式停播，原FM89.1由中国之声接替，AM1575则改为大连电台社区广播（现大连新城乡广播）。
- 大连人民广播电台交通信息频道：最早时期的交通台，频率为FM74.4，停播时期已不可考。
- 大连新城乡广播：曾为FM95.6、AM1575，前称“社区广播”，综合性质生活服务频率，覆盖大连市区以及旅顺口区，品牌栏目有《徐丹和你的摩登时光》、《林杨热播剧》等。实质为大连广播电视台借用了旅顺广播电视台所属的频率。该频率每晚20:00会播出《旅顺新闻》和《旅顺时空》节目。调频频率已于2022年7月1日交还旅顺台，中波频率停播。

## 争议
2017年4月20日，大连广播电视台原台长王卫涉嫌严重违纪，经大连市委批准，大连市纪委对大连广播电视台原党委书记、台长王卫严重违纪问题进行了立案审查。经查，王卫违反政治纪律，拉帮结派、培植亲信，搞“小圈子”，隐匿销毁证据，对抗组织审查；违反中央八项规定精神，大搞奢靡之风，长期公款支付高额吃请，超标准借用、购买多辆豪华车辆供个人使用；违反组织纪律，个人决定重大事项，违规录用、提拔身边工作人员；违反廉洁纪律，收受礼金、兼职取酬、为亲友谋取利益；违反工作纪律，违规决策，作风浮夸，造成单位巨大经济损失；违反生活纪律，道德沦丧，生活腐化堕落。严重违反国家法律法规规定，使用虚假发票大肆套取公款，利用职务便利贪占公共财物，涉嫌贪污犯罪；利用职务便利为他人谋取利益，索取、收受巨额财物，涉嫌受贿犯罪。身为党员领导干部，丧失理想信念，毫无宗旨意识，贪图奢靡享乐，严重违反党的纪律，且在党的十八大后仍不收敛、不收手，性质十分恶劣、情节特别严重。
同年7月6日，大连广播电视台原新闻中心副主任于洋，因涉嫌职务犯罪，于2017年7月1日，被瓦房店市人民检察院立案侦查，并于同日被刑事拘留，该涉嫌人士亦被网友爆出系王卫情妇。在事发前的几天，于洋的名字悄然从《大连早晨》节目片尾的制作总监栏里头消失。
2020年7月31日19时40分，大连广播电视台文体频道在转播中超联赛大连人队对阵河南建业队比赛前，比赛解说员郭毅飞和解说嘉宾王鹏在聊天预测比赛结果时，王鹏就河南建业队外籍球员巴索戈就冠状病毒病阳性被隔离一事进行调侃。其后，大连文体频道责成郭毅飞和王鹏通过抖音号向建业队、球迷和有关球员做出真诚道歉，道歉后关停该抖音号，并停止郭毅飞继续解说中超大连人队直播节目资格，不再邀请王鹏担任解说嘉宾；大连新闻传媒集团将依据有关管理规定，对郭毅飞等相关人员做出进一步处理。